# Dana Perry
Dana Perry, auch Dana Heinz Perry, geborene Dana Heinz (geb. im 20. Jahrhundert) ist eine amerikanische Regisseurin und Filmproduzentin von Fernsehserien und Dokumentarfilmen, die bei der Oscarverleihung 2015 für die Produktion des Dokumentar-Kurzfilms Crisis Hotline: Veterans Press 1 zusammen mit der Regisseurin Ellen Goosenberg Kent den Oscar in der Kategorie Bester Dokumentar-Kurzfilm gewann. Der Film zeigt die Arbeit der Kriseninterventions-Hotline des amerikanischen Kriegsveteranenministeriums für suizidale Kriegsveteranen. Bei ihrer Dankesrede sprach Perry darüber, dass sich ihr eigener Sohn aufgrund einer bipolaren Störung umgebracht habe und dass sie mit dem Film Aufmerksamkeit für dieses Thema wecken wolle. Sie hatte den Suizid ihres Sohns bereits in dem Dokumentarfilm Boy Interrupted (2009) thematisiert.
Zusammen mit ihrem Ehemann Hart Perry leitet Dana Perry die Filmproduktionsfirma Perryfilms. Das Ehepaar lebt und arbeitet in New York City.

## Filmografie
- 1990: PoV (Konzertfilm von der Tournee This Way Up von Peter Gabriel, Filmproduzentin Postproduktion)
- 1996: VH1 Presents the 70's (TV-Miniserie, Regisseurin)
- 1998: Making a Noise: A Native American Musical Journey with Robbie Robertson (Fernsehfilm, Regisseurin, Schnitt, Produzentin)
- 1998: Motown 40: The Music Is Forever (Fernsehfilm, Produzentin)
- 1999: Paramedics (TV-Serie, Produzentin, Videojournalistin)
- 2004: And You Don’t Stop: 30 Years of Hip-Hop (TV-Miniserie, Regisseurin, Produzentin)
- 2006: The Drug Years (TV-Miniserie, Regisseurin, Produzentin)
- 2008: Sex: The Revolution (TV-Miniserie)
- 2009: Boy Interrupted (Regisseurin, Produzentin)
- 2010: Top Ten Monks (Regisseurin, Produzentin)
- 2013: Crisis Hotline: Veterans Press 1 (Produzentin)